# Konstantyn Moruzi
Konstantyn Moruzi (rum. Constantin Moruzi, gr. Κωνσταντινος Δημητριος Μουρουζης; zm. 1783) – hospodar Mołdawii, w latach 1777–1782, z rodu Moruzi.

## Biografia
W okresie jego panowania miał miejsce spisek lokalnych bojarów, z którym Konstantyn Moruzi krwawo się rozprawił. Źródłem spisku było oburzenie miejscowej elity polityką hospodarów fanariockich (do których należał również Konstantyn Moruzi), w szczególności obsadzaniem stanowisk państwowych przez Greków oraz próbom reform, które godziły w ekonomiczne podstawy ich zamożności.